# Паскевич, Юрий Аврамович
Ю́рий Авра́мович Паске́вич (19 августа 1931, Киев — 6 сентября 2007, Киев) — киевский архитектор-градостроитель, художник, заслуженный архитектор Украины (1992), дважды лауреат Премии Совета Министров СССР (1976, 1989).

## Биография
В 1955 году окончил архитектурный факультет Киевского инженерно-строительного института, учился у Иосифа Каракиса.

Ю. Паскевич работал в институте «Киевпроект» в архитектурно-планировочной мастерской «Генплан» (главный архитектор проектов), участвовал в разработке генеральных планов Киева. Много лет входил в руководство Киевской городской организации Украинского общества охраны памятников истории и культуры; активно содействовал сохранению исторической застройки Киева. Благодаря его усилиям был воссоздан сакральный облик Центральной синагоги (синагоги Бродского).

Последний год своей жизни он работал над проектом музея-мемориала в Бабьем Яру.
Прощание с архитектором проходило в синагоге Бродского 10 сентября 2007 года. Похоронен на Берковецком кладбище.

## Вклад в архитектуру
- Генеральный план Киева 1967 г.[4].
- Генеральный план Киева 1986 г.[4].
- Градостроительный проект по застройке массива Вигуровщина-Троещина[5][6][7].
- Градостроительный проект по застройке района Оболонь. Территория — 1355 га, общая жилая площадь — 3500 тыс. м², население — 300 тыс. чел. Основная застройка 9-16-этажные дома серий 1-КГ-480, БПС-6, 96, 134, КТ, Т-4, АППС, «Совмин»)[8].
- Градостроительный проект по застройке Подола[9].
- Градостроительный проект по застройке жилого массива Виноградарь.
- Реконструкция Центральной синагоги (синагоги Бродского)[10][11].
- Памятник «Менора» в Бабьем Яре (в соавторстве с Якимом Левичем и Александром Левичем)[12][13][14].

## Награды
Дважды лауреат Премий Совета Министров СССР (в коллективе):
- 1976 — за проект инженерной подготовки территории жилого массива Оболонь в Киеве;
- 1989 — за Генеральный план развития Киева и осуществление строительства по нему.

Заслуженный архитектор Украины (1992).

## Оценки творчества Паскевича
Лариса Павловна Скорик (архитектор, член-корреспондент Национальной академии искусств Украины):

 Моя диссертация была посвящена реконструкции центров исторических городов. При разработке генплана Львова и детального планирования его центра нужно было позаботиться о том, чтобы ничего не уничтожить, и вместе с тем развить настолько, насколько это возможно. Так как я могу на всё это спокойно смотреть, если они словно отроду не «нюхали» градостроительства? Это высший пилотаж архитектурной науки, и это под силу людям, которые имеют огромный багаж знаний и огромный талант, потому что можно запроектировать совсем неплохой дом и продумать благоустройство его территории — всё будет выглядеть довольно прилично; но в градостроительном ансамбле оно будет выглядеть нонсенсом. Простите, но в городе каждый его фрагмент — это большой комплекс, где всё должно быть выверенным. Один из градостроителей от бога, Юрий Паскевич, сейчас отправленный на пенсию — он понимал эти тонкости.

## Выставки
- Выставка картин Паскевича (2006)[2]

## Публикации
- Кальницкий, М. Подол — место историческое / М. Кальницкий; В. Ю. Отченашко, Ю. Паскевич / «А. С. С.» — 2002 г. № 1 — с. 10.